# Valencia Club de Fútbol Mestalla
El Valencia Club de Fútbol Mestalla, conocido popularmente como Valencia Mestalla o solo Mestalla, es el primer equipo filial de la cantera del Valencia Club de Fútbol, equipo de la Primera División de España. Fue fundado en 1944 como Club Deportivo Mestalla y actualmente juega en el grupo III de la  Segunda RFEF, cuarta categoría del fútbol español. Ascendió deportivamente en 1952 a la Primera División de España, pero la directiva tomó la decisión de permanecer en Segunda División.
En la clasificación histórica de clubes dependientes ocupa el 3.º puesto, por detrás del F. C. Barcelona Atlètic y Real Madrid Castilla, con 21 temporadas en la Segunda División de España.

## Historia

### Inicios en Regional
Se funda el 6 de septiembre de 1944 a partir de la estructura del CD Cuenca (llamado así por estar situado en la calle Cuenca de la capital valenciana) con el nombre de Club Deportivo Mestalla. Su primer presidente es Federico Blasco Marzo.
En su primera temporada como filial valencianista, en Primera Regional, es subcampeón de la categoría tras el CD Segarra, y campeón Regional de Aficionados, donde acaba imbatido y sin encajar un solo gol. Este título le da derecho a jugar el Campeonato de España de aficionados. En el torneo consigue llegar a la final, enfrentándose a la Ferroviaria, un equipo filial de la RENFE. El partido se juega en el campo del conjunto madrileño que se lleva la victoria por 3-2. En esa misma temporada, al confeccionarse los grupos de Tercera División, el Teruel renuncia a su plaza, la cual ocupa el CD Mestalla debido a los éxitos de la temporada.

### En Segunda División
En la temporada 1946/47 queda segundo en Tercera División y logra el ascenso a Segunda División de España.
Su máximo hito lo logra en la temporada 1951/52 cuando, tras acabar segundo del Grupo II de Segunda División, disputa la promoción de ascenso a Primera División. En ella acaba primero por delante de equipos como el Racing de Santander o el Sporting de Gijón, convirtiéndose en el primer filial que logra el ascenso a la máxima categoría. Sin embargo, la directiva, presidida por Luis Casanova, renuncia al ascenso. Luis Casanova lo explica de la siguiente forma: "El Mestalla ha cumplido con su obligación de jugar y ascender, y el Valencia con la ayuda de impedir que un club tuviera dos equipos en la misma categoría, lo cual era tanto como comenzar la liga con cuatro puntos de ventaja. Eso hubiera sido jugar sucio y la honorabilidad del club no podía permitirlo". Aquella decisión es un mazazo y genera una agria polémica interna. El Racing fue el beneficiado al quedarse con la plaza. Algún tiempo después del frustrado ascenso del filial, Luis Casanova admite que en aquellas fechas sufrió incluso presiones políticas para que el Mestalla declinara la posibilidad. En 1956, en circunstancias similares, el España Industrial, filial del Barça, asciende a Primera, simplemente cambiando su nombre por el de CD Condal.
Hasta 1973 el Mestalla compite 21 temporadas en Segunda División y 5 en Tercera División.

### Entre Tercera y Segunda B
Tras el último descenso a Tercera División, el equipo compite en esta categoría durante 13 temporadas hasta que en 1987 logra el ascenso a Segunda División B. En esta categoría participa en el play-off de ascenso a Segunda 3 veces, en 1995, 1996 y 2002. En 1992, con la conversión del club en Sociedad Anónima Deportiva el Mestalla pasa a llamarse Valencia CF B, en 2006 recupera el nombre de Mestalla. En la temporada 2006/07 juega en el Grupo III de Segunda División B, pero pierde la categoría tras perder contra el Real Valladolid B la promoción de descenso a Tercera División. La temporada siguiente logra el ascenso a Segunda División B gracias al juvenil Pedro Valdez fichado de la Tercera División uruguaya. Tras una mala temporada 2009/10 el equipo vuelve a descender a Tercera División. Pero tras una espléndida temporada, el filial valenciano consigue ascender nuevamente a la Segunda División B, con protagonistas como Paco Alcácer, Juan Bernat o Isco.

### Estreno en la Tercera RFEF
En la temporada 2020-21 consumó una de sus peores temporadas al tener que aportar numerosos futbolistas al primer equipo y depender en exceso de jugadores muy jóvenes, por lo que descendió a la nueva categoría de Tercera División RFEF, la quinta división del fútbol español.

## Uniforme
- Uniforme titular: Camiseta blanca con detalles naranjas, pantalón negro con detalles naranjas y medias blancas con detalles naranjas.
- Uniforme alternativo: Camiseta negra con detalles naranjas, pantalón naranja con detalles negros y medias negras con detalles naranjas.
- Tercer uniforme: Camiseta naranja con detalles negros, pantalón naranja con detalles negros y medias naranjas con detalles negros.

## Estadio
El filial valencianista disputa sus partidos en el Estadio Antonio Puchades de la Ciudad Deportiva de Paterna. El estadio tiene capacidad para 3000 espectadores, y desde el 21 de agosto de 2013 lleva el nombre del mítico jugador valencianista Antonio Puchades, fallecido en mayo del mismo año.

## Datos del club
- Temporadas en Primera: 0 (Ascendió deportivamente en 1952, pero la directiva tomó la decisión de permanecer en 2ª División)
- Temporadas en Segunda: 21
- Temporadas en Segunda B: 16
- Temporadas en Segunda RFEF: 1
- Temporadas en Tercera: 28
- Temporadas en Tercera RFEF: 1
- Temporadas en Categoría Regional: 3
- Mejor puesto en la liga: 2º (Segunda División temporada 51-52)
- Peor puesto en la liga: 20º (Segunda División temporada 72-73)

## Jugadores y cuerpo técnico

### Altas y bajas 2024/25

#### Altas
| Jugador            | Posición       | Procedencia            | Tipo      | Costo     |
| ------------------ | -------------- | ---------------------- | --------- | --------- |
| Hazma Bellari      | Delantero      | Gimnástic de Tarragona | Traspaso  | 180.000 € |
| Warren Madrigal    | Delantero      | Deportivo Saprissa     | Cesión    | 0 €       |
| Alex Cerdá         | Centrocampista | Atlético Levante       | Libre     | 0 €       |
| Javi Pamies        | Defensa        | Elche Ilicitano        | Libre     | 0 €       |
| Ro Abajas          | Defensa        | C. D. Leganés "B"      | Libre     | 0 €       |
| Alexander Gurendal | Delantero      | Juvenil A              | Promoción | 0 €       |
| Dani Sánchez       | Delantero      | Juvenil A              | Promoción | 0 €       |
| Marc Jurado        | Delantero      | Juvenil A              | Promoción | 0 €       |
| Vicent Abril       | Portero        | Juvenil A              | Promoción | 0 €       |

#### Bajas
| Jugador         | Posición       | Destino              | Tipo  | Costo |
| --------------- | -------------- | -------------------- | ----- | ----- |
| Declan Frith    | Delantero      | F.C. Thun            | Libre | 0 €   |
| Pablo Gozálbez  | Centrocampista | F.C. Arouca          | Libre | 0 €   |
| Carlos Alemán   | Defensa        | Recreativo Granada   | Libre | 0 €   |
| Iván Muñoz      | Defensa        | C.D. Arenteiro       | Libre | 0 €   |
| Daniel Vassilev | Portero        | Real Murcia Imperial | Libre | 0 €   |

## Palmarés

### Torneos nacionales
- Tercera División de España (6): 1957-58, 1970-71, 1982-83, 1984-85, 1991-92, 2004-05 y 2010-11
- Campeonato de España de Aficionados (1): 1942.
- Subcampeón del Campeonato de España de Aficionados (1): 1946.
- Finalista ascenso a segunda división: 2016-17.

### Trofeos amistosos
- Trofeo Ciudad de Gandía: (1) 2001

### Otros premios
- Trofeo Amberes: 1965